# 貓鼬傳說
貓鼬傳說，是台灣卑南族的傳說，因為族人口出惡言，導致原本對族人很友善的貓鼬和族人反目成仇。

## 傳說

### 豐年祭
在過去貓鼬和族人和平相處的時代，有一年貓鼬們舉辦豐年祭，並邀請一個沒有孩子但心地善良的老太太來參加。在豐年祭上，牠們把鍋墊戴在頭上當花冠、抹布則綁在腰上當綉布，而老太太看到後並沒有嘲笑他們，而是稱讚牠們的打扮很漂亮，讓貓鼬們很開心，在把老太太抬送回去後還送給她許多從山上採來的蜂蜜、山薑或牠們自己做的年糕。

### 結仇
後來有一位言語刻薄的老太太聽到這件事情後，也很想拿到那些貓鼬送的東西，她詢問善良的老太太方法時，得到「參加貓鼬的豐年祭就可以得到了」的回答，於是她照著善良老太太所說的那樣在隔年參加了貓鼬的豐年祭，可是她在豐年祭上批評貓鼬們的打扮很醜，結果被憤怒的貓鼬們趕出去。後來貓鼬因此和人類反目成仇，開始會攻擊自己所遇到的人類。